# Michael Bramos
Michalis Antonis "Mike" Bramos, (Harper Woods, Míchigan (Estados Unidos), 27 de mayo de 1987) es un exjugador de baloncesto estadounidense y pasaporte griego. Mide 1,98 metros y jugaba de escolta y alero. Se formó en la Universidad de Miami (Ohio). Su último equipo fue el Reyer Venezia de la   LEGA, donde jugó ocho temporadas hasta su retirada en 2023.

## Trayectoria
- High School: Grosse Pointe North.
- Universidad de Miami (2005-2009)
- Peristeri B. C. (2009-2010)
- C. B. Gran Canaria (2010-2012)[2]
- Panathinaikos B. C. (2012-2015)[3]
- Reyer Venezia (2015-2023)

## Selección
Michael fue incluido en la preselección de 16 jugadores de la selección griega previa al Eurobasket 2011 de Lituania. Debutó como internacional frente a la selección de Italia en el torneo de preparación del Eurobasket realizado en Chipre.

## Palmarés
Fuente: Eurohoops
- A1 Ethniki: 2013, 2014
- Copa de Grecia: 2013, 2014
- Liga italiana: 2017, 2019
- Copa de Italia: 2020
- Copa Europea de la FIBA: 2018